# Chondrodera
Chondrodera is een geslacht van rechtvleugeligen uit de familie sabelsprinkhanen (Tettigoniidae). De wetenschappelijke naam van dit geslacht is voor het eerst geldig gepubliceerd in 1890 door Karsch.

## Soorten
Het geslacht Chondrodera omvat de volgende soorten:
- Chondrodera notatipes Karsch, 1890
- Chondrodera ocellata Beier, 1954
- Chondrodera subvitrea Karsch, 1891
- Chondrodera vittifer Walker, 1871